# 司姓
司姓是中文姓氏之一，在《百家姓》中排第259位，在现代是較爲罕見的姓氏。

## 起源
司姓有多种来源：
1. 上古姓氏，以官职为姓。据《元命苞》所载：上古炎帝神农时代，有司怪一职，主管卜巫，其后代即有以其职为姓者。
2. 以名字为姓。据《通志·氏族略·以名为氏》载：春秋时期晋国大夫叔虎，封地在郄邑，有卿士司臣，其后代即有以其名“司”为姓者。
3. 以复姓改姓简化而来。如司马、司空、司徒、司寇、司城等姓中都有人改为司姓。

## 郡望
- 顿丘郡：晋武帝置，今河南浚县一带。

## 延伸阅读
[在维基数据编辑]
 《百家姓》
 《欽定古今圖書集成·明倫彙編·氏族典·司姓部》，出自陈梦雷《古今圖書集成》